# Tour del Mediterráneo
El Tour del Mediterráneo (oficialmente: Tour Méditerranéen Cycliste Professionnel) es una carrera de ciclismo por etapas que se disputa en Francia a mediados del mes de febrero.
Fue creada en 1974 y suele contener cinco etapas disputándose en la zona mediterránea de Francia.
El neerlandés Gerrie Knetemann ostenta el récord de triunfos finales, con tres.
En 2016 fue sustituida por La Méditerranéenne.

## Palmarés

### Tour del Mediterráneo
| Año  | Ganador                | Segundo                  | Tercero                |
| ---- | ---------------------- | ------------------------ | ---------------------- |
| 1974 | Charles Rouxel         | Cyrille Guimard          | Jacques Mourioux       |
| 1975 | Joseph Bruyère         | Bernard Labourdette      | Patrick Perret         |
| 1976 | Roy Schuiten           | Roland Salm              | Michel Laurent         |
| 1977 | Eddy Merckx            | Wilfried Wesemael        | Jean Chassang          |
| 1978 | Gerrie Knetemann       | Joseph Bruyère           | Jean-Luc Vandenbroucke |
| 1979 | Michel Laurent         | Gerrie Knetemann         | Jos Schipper           |
| 1980 | Gerrie Knetemann       | Henk Lubberding          | Michel Laurent         |
| 1981 | Stephan Mutter         | Graham Jones             | Marcel Tinazzi         |
| 1982 | Michel Laurent         | Greg LeMond              | Raniero Gradi          |
| 1983 | Gerrie Knetemann       | Joop Zoetemelk           | Steven Rooks           |
| 1984 | Jean-Claude Bagot      | Stephen Roche            | Stephan Mutter         |
| 1985 | Phil Anderson          | Éric Caritoux            | Stephen Roche          |
| 1986 | Jean-François Bernard  | Joël Pélier              | Jean-Marie Grezet      |
| 1987 | Gerrit Solleveld       | Eric van Lancker         | Francesco Moser        |
| 1988 | Jan Nevens             | Charly Mottet            | Luc Leblanc            |
| 1989 | Tony Rominger          | Luc Roosen               | Roland Le Clerc        |
| 1990 | Gérard Rué             | Tony Rominger            | Viacheslav Yekímov     |
| 1991 | Phil Anderson          | Tony Rominger            | Julián Gorospe         |
| 1992 | Rolf Gölz              | Ronan Pensec             | Laurent Madouas        |
| 1993 | Charly Mottet          | Heinz Imboden            | Pascal Lance           |
| 1994 | Davide Cassani         | Yevgueni Berzin          | Laurent Brochard       |
| 1995 | Gianni Bugno           | Roberto Petito           | Davide Rebellin        |
| 1996 | Frank Vandenbroucke    | Fabio Baldato            | Wladimir Belli         |
| 1997 | Emmanuel Magnien       | Michele Bartoli          | Francesco Frattini     |
| 1998 | Rodolfo Massi          | Bo Hamburger             | Richard Virenque       |
| 1999 | Davide Rebellin        | Michael Boogerd          | Wladimir Belli         |
| 2000 | Laurent Jalabert       | Bobby Julich             | Jonathan Vaughters     |
| 2001 | Davide Rebellin        | David Moncoutié          | Laurent Brochard       |
| 2002 | Michele Bartoli        | Paolo Tiralongo          | Michael Boogerd        |
| 2003 | Paolo Bettini          | Laurent Brochard         | Sylvain Chavanel       |
| 2004 | Jörg Jaksche           | Ivan Basso               | Jens Voigt             |
| 2005 | Jens Voigt             | Fränk Schleck            | Franco Pellizotti      |
| 2006 | Cyril Dessel           | Aleksandr Bocharov       | Pietro Caucchioli      |
| 2007 | Iván Gutiérrez         | Ricardo Serrano González | Vladímir Yefimkin      |
| 2008 | Aleksandr Bocharov     | David Moncoutié          | Michael Albasini       |
| 2009 | Luis León Sánchez      | Jussi Veikkanen          | Daniel Martin          |
| 2010 | Rinaldo Nocentini      | Maxim Iglinskiy          | Johnny Hoogerland      |
| 2011 | David Moncoutié        | Jean-Christophe Péraud   | Wout Poels             |
| 2012 | Jonathan Tiernan-Locke | Michel Kreder            | Dani Navarro           |
| 2013 | Thomas Lövkvist        | Jean-Christophe Péraud   | Francesco Reda         |
| 2014 | Stephen Cummings       | Jean-Christophe Péraud   | Riccardo Zoidl         |

Nota: En la edición 2010 Alejandro Valverde fue en principio el ganador, pero fue descalificado por su implicación en la operación puerto (ver Caso Valverde)

### La Méditerranéenne
| Año  | Ganador      | Segundo            | Tercero       |
| ---- | ------------ | ------------------ | ------------- |
| 2016 | Andri Hrivko | Matthieu Ladagnous | Jan Bakelants |

## Palmarés por países
| País         | Victorias |
| ------------ | --------- |
| Francia      | 11        |
| Italia       | 8         |
| Países Bajos | 5         |
| Bélgica      | 4         |
| Dinamarca    | 3         |
| Australia    | 2         |
| España       | 2         |
| Reino Unido  | 2         |
| Suiza        | 2         |
| Rusia        | 1         |
| Suecia       | 1         |

| País    | Victorias |
| ------- | --------- |
| Ucrania | 1         |